# Escut i bandera de Senyera
L'escut i la bandera de Senyera són els símbols representatius de Senyera, municipi del País Valencià a la comarca de la Ribera Alta.

## Escut heràldic
L'escut oficial de Senyera té el següent blasonament:
| « | Escut quadrilong de punta redona, partit i mig truncat. Primer, en camper de sinople, una roda de sénia d'argent, perfilada de sable. Segon, d'or, quatre pals de gules. Tercer, d'argent, una ala també de gules. Al timbre, una corona reial oberta, d’acord amb la tradició del Regne de València. | » |

## Bandera
La bandera oficial de Senyera té la següent descripció:
| « | Bandera de proporcions 2:3, partida per meitat vertical. A l'asta de blanc o gris perla, al batent de verd, l'escut municipal sense timbre, al centre. L'escut ocuparà les tres cinquenes parts de l'alçària de la bandera. | » |

## Història

Escut utilitzat fins a l'any 2019.

L'escut va ser aprovat per Resolució de 5 d'abril de 2019, de la Presidència de la Generalitat, publicada en el DOGV núm. 8530, del 16 d'abril de 2019. Per la seua banda, la bandera va ser aprovada per Resolució de 17 de setembre de 2021, de la Presidència de la Generalitat, publicada en el DOGV núm. 9182, del 27 de setembre de 2021.
A l'escut es representen, d'una banda, una roda de sénia, símbol al·lusiu a l'etimologia del nom del municipi, i per l'altra, les armes dels Sanç, antics senyors del poble. La bandera incorpora l'escut d'armes, sense la corona reial oberta del timbre.